# あすか基地

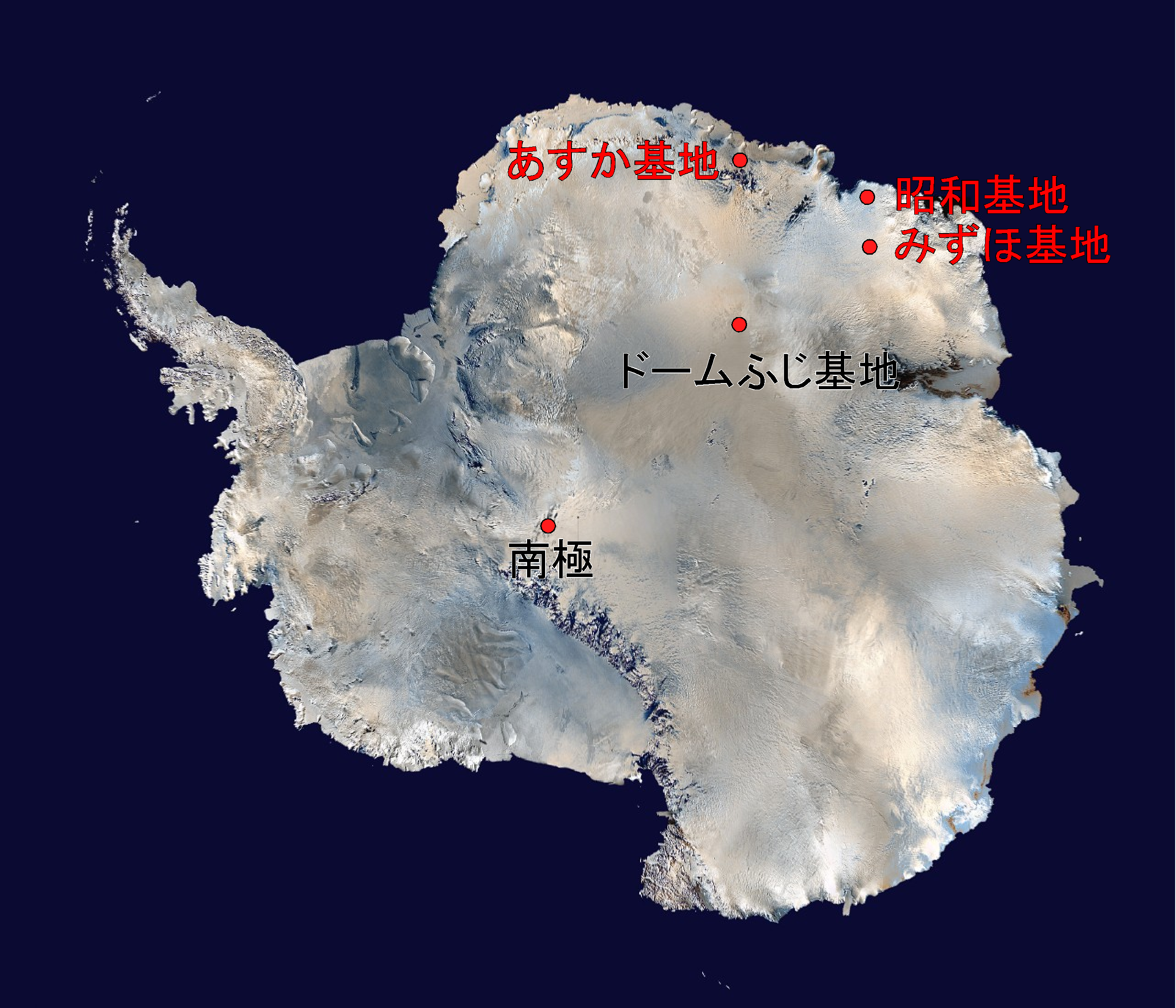
南極にある日本の基地

あすか基地（あすかきち）は、日本の南極観測基地の1つ。南緯71度31分34秒、東経24度08分17秒、昭和基地から西に約670km離れた、ブライド湾とセールロンダーネ山地の間に位置する。標高は930m。

## 概要
昭和60年（1985年）3月26日、第26次越冬隊によりあすか観測拠点（あすかかんそくきょてん）として開設された。「あすか」という名は、第26次越冬隊の隊長を務めた福西浩の提案により名付けられた。飛鳥文化が新しい時代を切り開いたことや、基地の背後の山地が大和三山に似ていることから選ばれたという。昭和基地からの距離は270kmで、雪上車(時速7-8Km)で途中観測をしながらの移動で片道1週間かかる。
昭和61年（1986年）出発の28次隊から平成2年（1990年）出発の32次隊までが越冬したが、平成4年（1992年）1月に閉鎖された。その後は無人となっており、気象観測のみを行っている。棚氷帯にあり、5-20m/s前後の常時安定した風力に恵まれるために、風力発電機による管理機器の運営がなされている。基地周辺には閉鎖後にも雪上車、スノーモビル、橇などが放置されていたが、これらを順次昭和基地に持ち帰るクリーン作戦が実施された。
平成16年（2004年）4月1日に「あすか観測拠点」から「あすか基地」に改称された。